# ClG 1409+5226
ClG 1409+5226 è un ammasso di galassie situato nella costellazione del Boote alla distanza di circa 4,7 miliardi di anni luce.
Le immagini raccolte dai telescopi spaziali Hubble e Chandra mostrano la presenza di una vasta nube di gas intergalattico, di massa equivalente a quella di un migliaio di galassie, che pervade l'ammasso raggiungendo la temperatura di 50 milioni di gradi. Inoltre è presente una grande quantità di materia oscura che mantiene unito il gas e le galassie.
Dal centro dell'ammasso si rileva un'importante emissione di onde radio e la sorgente risulta essere una brillante galassia ellittica denominata 3C 295 in quanto è il 295° oggetto incluso nel Terzo catalogo di radiosorgenti di Cambridge. La radiosorgente fu scoperta nel 1960 e all'epoca risultava il più remoto oggetto conosciuto. La fonte delle emissioni è un buco nero supermassiccio situato al centro della galassia.